# En frappant dans nos mains
Singles de Mireille Mathieu
 Corsica (chanson de Mireille Mathieu)
(1972) J'étais si jeune
(1972)
Pistes de Mireille Mathieu
La chanson du départ Adieu, je t'aime
En frappant dans nos mains est une chanson française interprétée par la chanteuse française Mireille Mathieu et sorti en 1972. Cette chanson est tirée de l'album de Mireille, Mireille Mathieu, mais la face B du 45 tours Quand un ami revient n'apparait pas sur l'album.